# Kelenföld vasútállomás (Metró Budapest)
Kelenföld vasútállomás (ursprünglich geplant als Kelenföldi pályaudvar) ist eine 2014 eröffnete Endstation der Linie M4 der Metró Budapest. 
Die Station befindet sich am Bahnhof Kelenföld im XI. Budapester Bezirk (Újbuda).

## Galerie

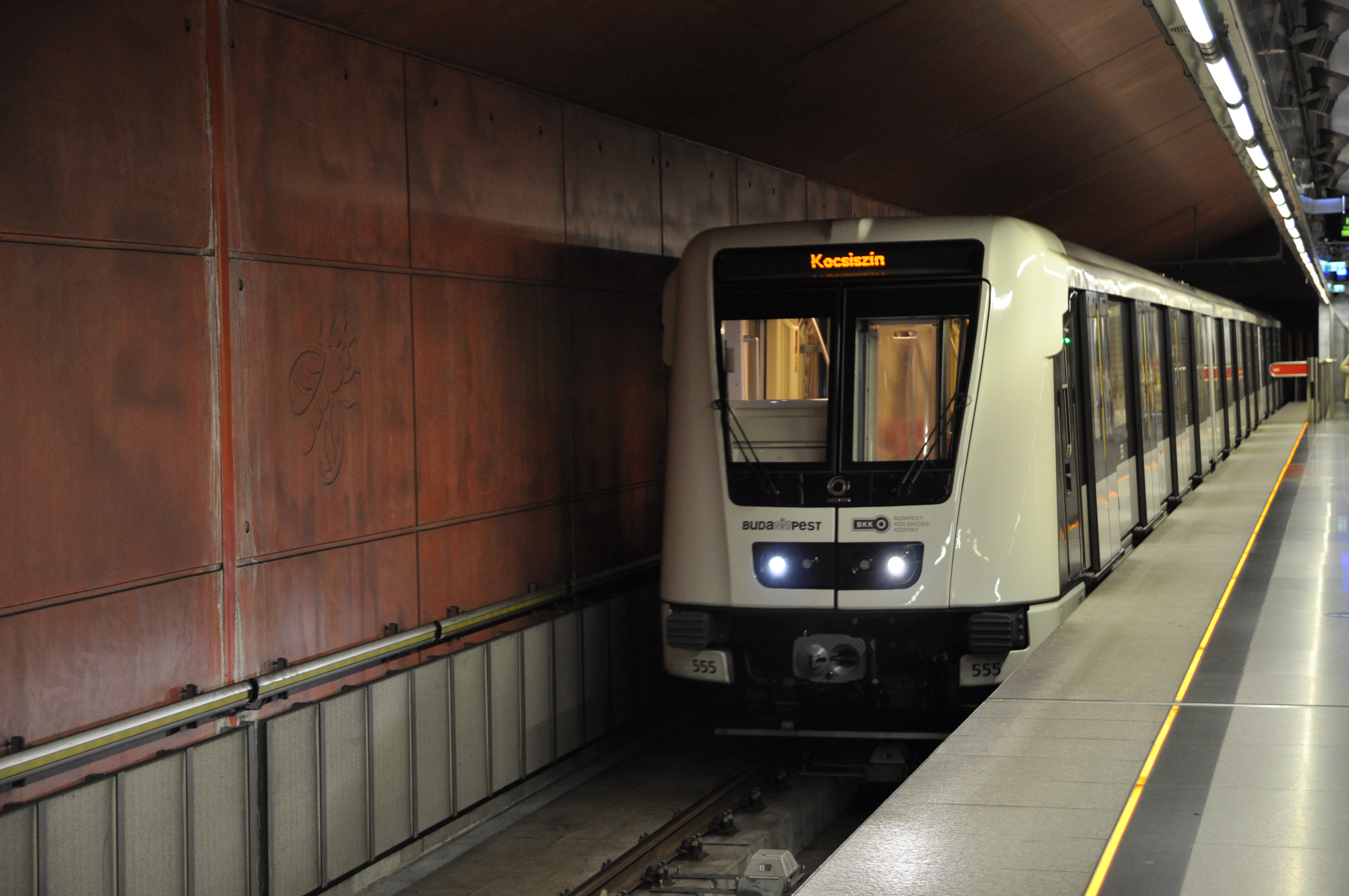
Einfahrender Zug
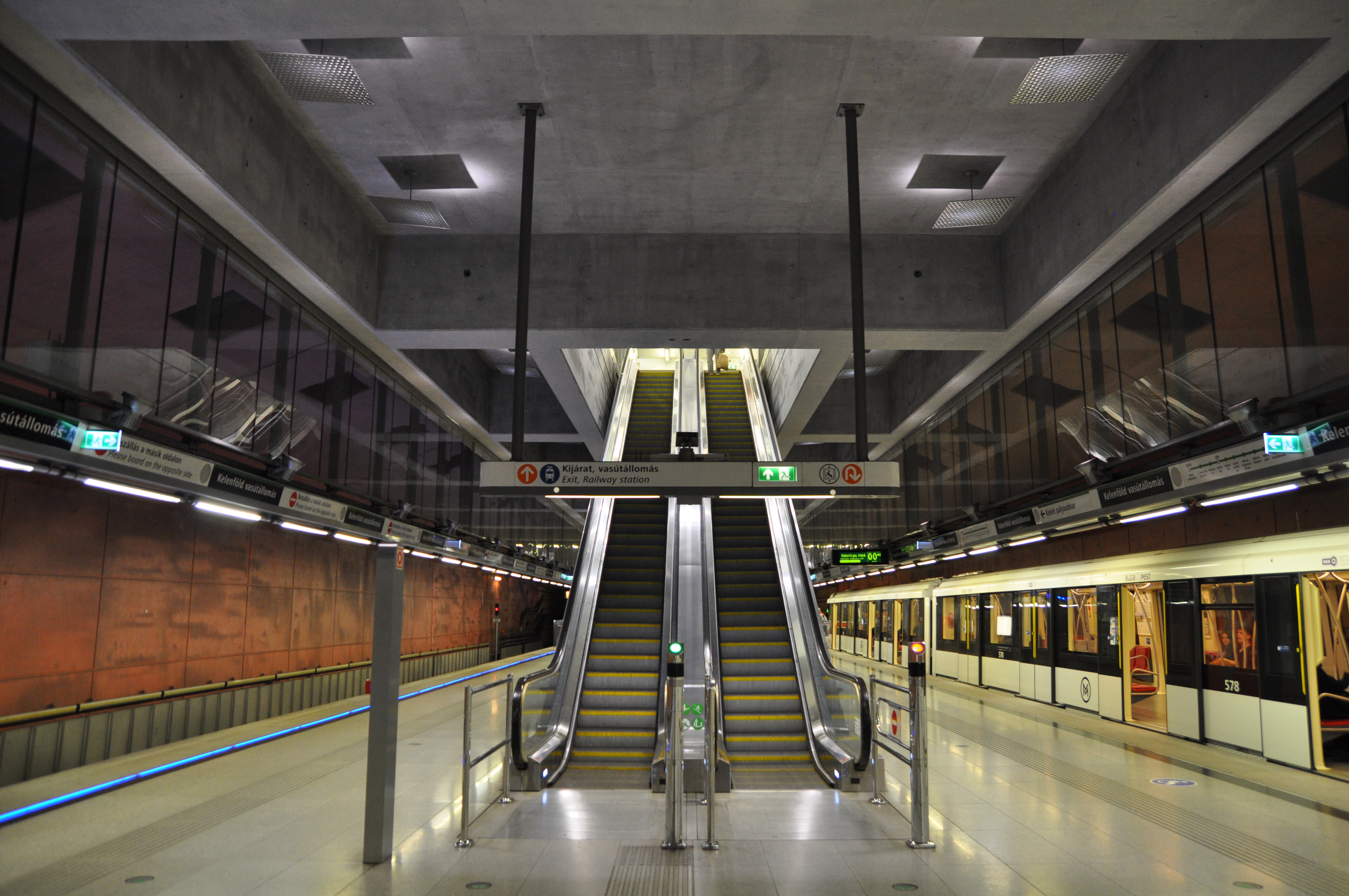
Rolltreppen
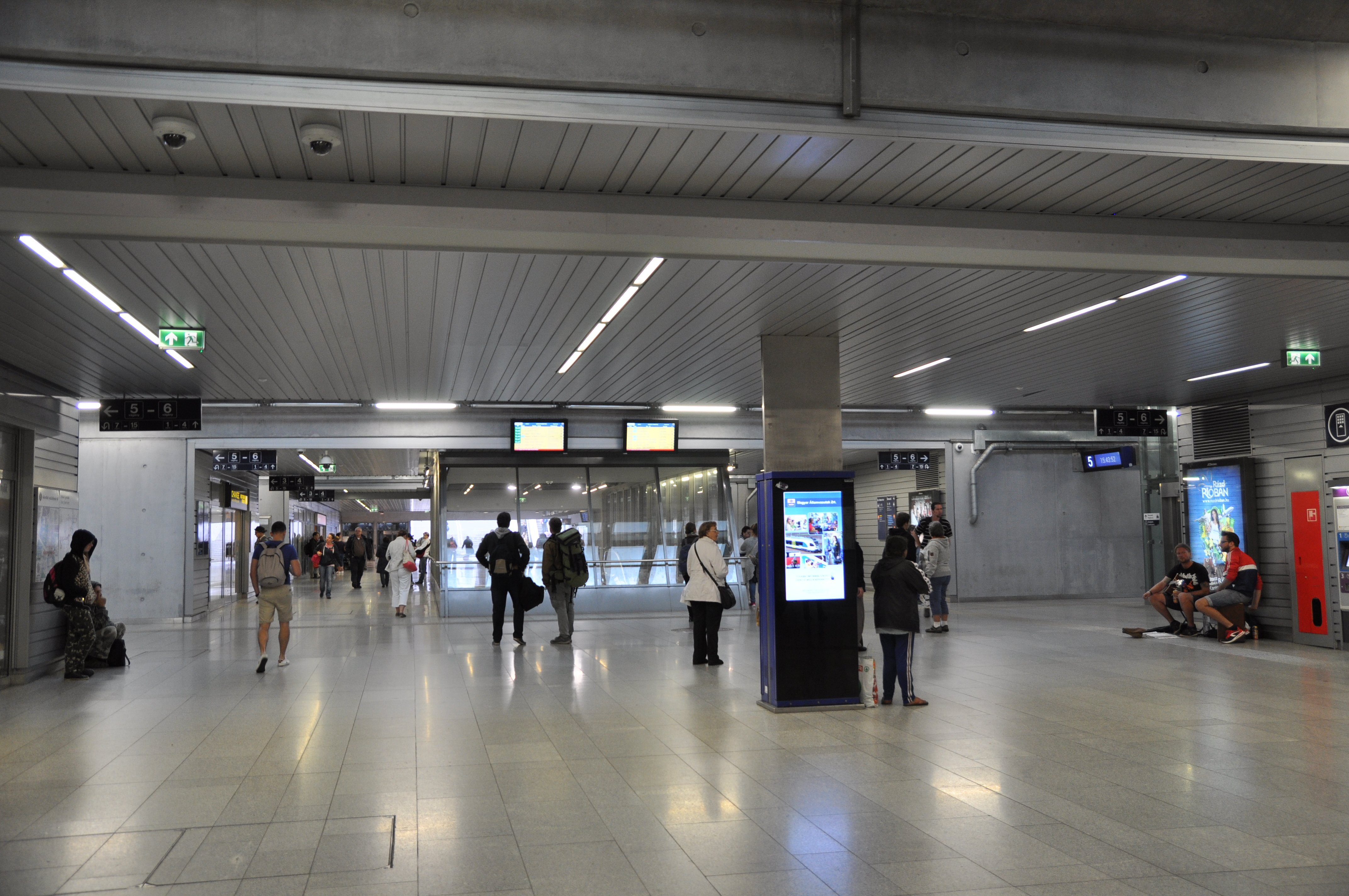
Zwischengeschoss

## Verbindungen
- Bus: 8E, 40, 40B, 40E, 53, 58, 87, 87A, 88, 88A, 101B, 101E, 108E, 141, 150, 150B, 153, 154, 172, 173, 187, 188, 188E, 250, 250B, 251, 251A, 251E, 272
- Tram: 1, 19, 49
- Volán Regionalbus: 689, 691, 710, 712, 715, 720, 722, 724, 725, 727, 731, 732, 734, 735, 736, 760, 762, 763, 764, 767, 770, 774, 775, 777, 778, 798, 799
- Zug: siehe Bahnhof Budapest-Kelenföld